# Liste der Kulturdenkmäler in Leuterod
In der Liste der Kulturdenkmäler in Leuterod sind alle Kulturdenkmäler der rheinland-pfälzischen Ortsgemeinde Leuterod aufgeführt. Grundlage ist die Denkmalliste des Landes Rheinland-Pfalz (Stand: 21. Dezember 2021).

## Einzeldenkmäler
| Bezeichnung    | Lage                        | Baujahr                           | Beschreibung                                                      | Bild                           |
| -------------- | --------------------------- | --------------------------------- | ----------------------------------------------------------------- | ------------------------------ |
| Wohnhaus       | Hauptstraße 31 Lage         | erste Hälfte des 18. Jahrhunderts | Fachwerkhaus, teilweise massiv, erste Hälfte des 18. Jahrhunderts | Fotos hochladen                |
| Kriegerdenkmal | Kirchstraße, bei Nr. 2 Lage | 20. Jahrhundert                   | Kriegerdenkmal des Ersten und Zweiten Weltkriegs                  | weitere Bilder Fotos hochladen |